# خيانة مدينة
خيانة مدينة هو فيلم وثائقي نرويجي عام 2010 حول مقدمة مذبحة سريبرينيتشا (1995) كتبه وأخرجه الصحفيان أولا فلايوم وديفيد هيبدتش وأنتجهما بواسطة أفلام فينريس وهيئة الإذاعة النرويجية وغيرها. تم عرضه على برنامج النقطة المحورية في هيئة الإذاعة النرويجية في 26 أبريل 2011 والتلفزيون السويدي في 28 أغسطس 2011.
تم وصف الفيلم من قبل المخرج أولا فلايوم في 26 أبريل 2011 في مقابلة مع صحيفة داجسافيسن على النحو التالي:
تلقى الفيلم الوثائقي انتقادات من قبل جمعيات الصحفيين ولجنة هلسنكي النرويجية ووزير خارجية البوسنة والهرسك. رفعت لجنة هلسنكي النرويجية شكوى إلى لجنة شكاوى الصحافة النرويجية. تلقت هيئة الإذاعة النرويجية وأفلام فينريس انتقادات بعد أن تعاملت مع القضية في اجتماع عقد في ليلهامر في 20 أكتوبر 2011 ووجدت أن الفيلم ينتهك النقطة 3.2 من مدونة السلوك الأخلاقي للصحافة النرويجية بخصوص الاستشهاد بالمصادر. استنتجت لجنة شكاوى الصحافة النرويجية ذلك: